# Pesanggaran (plaats)
Pesanggaran is een bestuurslaag in het regentschap Banyuwangi van de provincie Oost-Java, Indonesië. Pesanggaran telt 14.074 inwoners (volkstelling 2010).